# Uštica
Uštica falu Horvátországban Sziszek-Monoszló megyében. Közigazgatásilag Jasenovachoz tartozik.

## Fekvése
Sziszektől légvonalban 49, közúton 72 km-re délkeletre, községközpontjától 1 km-re délre, a Báni végvidéken, a Száva jobb partján, az Una folyó szávai torkolatánál, bosnyák határ mellett fekszik.

## Története
Az ókorban itt vezetett át a Sisciából Sirmiumba vezető fontos római kereskedelmi és hadiút, melynek a falu határában volt a szávai átkelőhelye. A török időkben a mai katolikus kápolna közelében állt Novi Jasenovac fából épített vára, melynek mára nyoma sem maradt. Maga a település a török kiűzése után a 17. század végén keletkezett, amikor nagyrészt Boszniából érkezett pravoszláv szerbekkel és katolikus horvátokkal telepítették be. A katonai határőrvidék kialakítása után a Petrinya központú második báni ezredhez tartozott. Területén két čardak, azaz katonai őrhely is állt, mely az unamenti védővonal részét képezte. 1749-ben a határőrvidék átszervezése után a kostajnicai ezredhez csatolták. A falu 1774-ben az első katonai felmérés térképén „Dorf Usticza” néven szerepel. Nagy Lajos 1829-ben kiadott művében ugyancsak „Usticza” néven 109 házzal és 722 lakossal találjuk. Közülük 402 ortodox és 322 katolikus vallású volt.
A településnek 1857-ben 960, 1910-ben 1194 lakosa volt. Pozsega vármegye Novszkai járásának része volt. 1918-ban az új szerb-horvát-szlovén állam, majd később Jugoszlávia része lett. Nehéz időszakot élt át a lakossága a II. világháború alatt. 1941-ben a németbarát Független Horvát Állam része lett. A falu szerb lakosságát az usztasák a jasenovaci táborba zárták, ahonnan Zimonyba, illetve Németországba deportálták őket. 1942 és 1945 között a jasenovaci haláltábor cigánytábora működött itt. Ez idő alatt a jelenlegi adatok szerint 16 173 romát, köztük 5608 roma gyermeket gyilkoltak meg ezen a helyen. A tábor helyét ma márvány emlékmű jelöli.
1991-ben a háború előtt lakosságának 50%-a szerb, 46%-a horvát nemzetiségű volt. 1991-ben elfoglalta a jugoszláv hadsereg és a horvát lakosságnak menekülnie kellett. Házaikat kifosztották és felgyújtották, kápolnájukat lerombolták. 1995. május 1-jén a Villám hadművelet elején szabadították fel a horvát erők. A szerb lakosság nagy része elmenekült. A háború után szinte mindent újjá kellett építeni. A településnek 2011-ben 177 lakosa volt.

## Népesség
| Lakosság változása | Lakosság változása | Lakosság változása | Lakosság változása | Lakosság változása | Lakosság változása | Lakosság változása | Lakosság változása | Lakosság változása | Lakosság változása | Lakosság változása | Lakosság változása | Lakosság változása | Lakosság változása | Lakosság változása | Lakosság változása |
| ------------------ | ------------------ | ------------------ | ------------------ | ------------------ | ------------------ | ------------------ | ------------------ | ------------------ | ------------------ | ------------------ | ------------------ | ------------------ | ------------------ | ------------------ | ------------------ |
| 1857               | 1869               | 1880               | 1890               | 1900               | 1910               | 1921               | 1931               | 1948               | 1953               | 1961               | 1971               | 1981               | 1991               | 2001               | 2011               |
| 960                | 1129               | 1155               | 1216               | 1126               | 1194               | 968                | 999                | 754                | 766                | 744                | 639                | 554                | 464                | 214                | 177                |

## Nevezetességei
- A falu pravoszláv templomát 1810-ben építették, mely a 20. század elején már rossz állapotban volt. 1941-ben az usztasák földig rombolták, majd maradványait a jasenovaci haláltábor rabjaival eltakaríttatták. 1991-ben megkezdődött az új templom építése, amely azonban befejezetlen maradt, ma is csak a csupasz falai állnak.
- Szent György tiszteletére szentelt római katolikus kápolnája a 19. században épült az Una partján a 18. századi régi kápolna helyén, melyet Keresztelő Szent Jánosnak szenteltek. 1991-ben a JNA csapatai és a szerb szabadcsapatok teljesen lerombolták. Mára az épületet újjáépítették. A régi templomból csak egy oszlop maradt meg, mely a kápolnától nyugatra látható.
- A roma haláltábor fekete márvány emlékműve.

## Sport
NK Uštica labdarúgóklub.